# 鹿内信隆
鹿内 信隆（しかない のぶたか、1911年11月17日 - 1990年10月28日）は、日本の実業家。フジサンケイグループ会議議長。

## 経歴

### 出生から学生時代まで
津軽藩の御蔵番だった祖父が、御維新で北海道樺太監獄の典獄長（刑務所長）に左遷され、北海道に渡る。
北海道の夕張郡の当時は人口6,000人程度の村だった由仁町に父・鹿内徹、母・モヨの長男として生まれた。母・モヨは写真館を経営していた。父・徹は撮影技師だったが由仁町に来てからは歯科医になった。
1924年、岩見沢中学に進むと弁論部に入って主将を務めていたが、鹿内は「小生意気な子供であった」という。通学用の革靴が買えなくて、母親の婦人靴をぱかぱかいわせながら穿いていた。母親も事あるごとに借金しようとしたが、由仁町の平均的生活感情からは「変った一家」とみられたため、誰も金を貸すものはいなかった。
1929年に単身上京し、早稲田第一高等学院に入学した。同校では演劇に熱中、左翼的空気の中で脚本や演出を学んだ。この頃の仲間には、後に社会派の映画監督となる山本薩夫や谷口千吉らがいた。3年後に早稲田大学政治経済学部に進学した鹿内は財政学を専攻し、研究サークル「政経攻究会」に所属した。このころの鹿内のあだ名は、“図書館ゴロ”であったという。

### 倉敷絹へ
1936年大学を卒業して、何としても新聞記者になろうと思っていたが、当時早稲田の教授で、東京日日新聞の副主筆も務めていた阿部賢一に叱責を受け、阿部の斡旋で倉敷絹織（現在のクラレ）に入社した。鹿内は、同社専務で事実上の社長を務めていた菊池寅七に預けられたが、菊池は後に信隆の岳父となった。鹿内は四国の工場に配属され、1938年になると、特殊金属を扱う企業として新たに倉敷絹織が設立した日本電気冶金三徳工業に転籍した。

### 軍隊時代
1938年に応召し、予備役召集第1回の士官候補生となり牛込区若松町に置かれていた陸軍経理部に進み、のち主計少尉。軍務時代慰安所設置などに尽力（本人著「いま明かす戦後秘史」に詳しい）。鹿内は監督官の立場で、軍需工場を見て廻り、日清紡の営業部長で軍と折衝していた桜田武や大日本再生紙社長の水野成夫らと、需給計画を通じて知り合い、有力財界人と急速に親しくなる。岩畔豪雄をリーダーとする陸軍戦備課は1938年、軍用の製紙会社・国策パルプを設立し、続いて水野と南喜一を支援して1940年大日本再生製紙を設立するが、鹿内はその担当事務官であった。ただ、水野は岩畔との関係からインド独立工作に一生懸命で、水野に会ったのは戦後だという。

### 戦後
除隊後の1943年、鮎川義介の日産コンツェルンが資金的にバックアップしていた日本電子工業の創立に関わり、戦後はリュックサックを背負ってヤミ屋もやったが、1946年4月の経済同友会創設に参画。鹿内は当時は全く無名の日本電子工業常務であったが、戦中からの付き合いだった「財界四天王」からの信任を得て、36歳の若さで設立総会の司会を務めた。戦中から仕事の付き合いがあった桜田が鹿内を非常に買い、同年6月の関東経営者協会の発足で、桜田委員長＝鹿内信隆副委員長という労務問題でのコンビを成立させ、これが総労働に対する資本家側のタテとして発足した1948年4月の日本経営者団体連盟（日経連）設立に至る。桜田は日本電子工業の常務だった鹿内を引き抜いて、日経連の初代専務理事として迎え、桜田総理事＝鹿内専務理事として再びコンビを組み、戦後の約10年間にわたって、日本共産党に指導されて各地で起こったラジカルな労働争議と闘った。また桜田の師匠・宮島清次郎が若手財界人を束ねて帝大同期の吉田茂政権を支援したことから、桜田を通じて政財界人脈を拡げることになる。混乱期に「財界四天王」からの信任を得て、「財界主流派」の中心メンバーとして、戦後の日本経済の基盤作りを行い、政財界の舞台裏を取り仕切った人物の一人である。鹿内自身「私のいちばん記録に残すべき時代は日経連時代なんです」と述べている。
「財界四天王」＋桜田の弟分・今里広記らが鹿内を後見人として見守り、戦後の1954年のニッポン放送設立に加わり、1957年文化放送の社長になった水野と協力してフジテレビを開局させた。これらは財界のためのマスコミ機関として認識された。1961年、ニッポン放送社長、1963年にフジテレビ社長に就任する。
鹿内には常に"財界"というスポンサーが付いており、血の滲むような借金の苦しみをしたことはなかった。若くして環境に恵まれ、日経連の闘士として総労働を相手に闘って来たが、始めから表舞台に立ったエリートコースを歩み、幸運のエスカレーターに乗って順風満帆、勝ち戦ばかりで苦労を知らずで、「人の褌で相撲を取ってきた」という批判もあった。水野との関係は悪化していったが、1968年、水野が病で倒れると鹿内の独壇場になった。サンケイの傷が意外に深いことを知った桜田武・小林中・今里広記は、鳩首収拾策を練り、嫌がる鹿内にフジテレビ・ニッポン放送・産業経済新聞社・文化放送のマスコミ四社の総指揮を執るように命じた。これにより鹿内は1967年、フジサンケイグループ会議初代議長に就任した。1968年、産業経済新聞社社長就任。就任4ヵ月足らずの1969年2月にタブロイド版という思い切った紙型と、週刊誌的な話題で作った娯楽新聞『夕刊フジ』が、サラリーマン層に浸透し大ヒットした。同誌は従来の新聞のネックである宅配の負担を避けるために駅売り専門としたこと、通勤車中でも読みやすいようにタブロイド版にし、内容も週刊誌的に編集する等、従来の新聞にないものだった。『夕刊フジ』の成功は、就任当時、年2億4000万の赤字決算を出していた社業の直接立て直しに寄与し、またサンケイ社員の士気を高めた。他の功績としてポニー（現在のポニーキャニオン）など、ニッポン放送グループの時代に先んじたカセット事業が挙げられる。これは当初何年も赤字が続いたが、鹿内が無理に続けさせた事業で、ビデオ時代になってイニシアチブを執れるようになった。
1969年、箱根 彫刻の森美術館館長・フジサンケイグループ会議初代議長を務め、フジサンケイグループ内で絶大な権力を持った。1974年、郵政官僚出身の浅野賢澄に社長職を譲り、自らは会長に就任。また、ニッポン放送社長を同郷の後輩である石田達郎に譲った（石田の後任は鹿内の大学の後輩である羽佐間重彰で、後にフジテレビの社長も務めた）。
1982年、郵政官僚出身の浅野賢澄にフジテレビ会長のポストを譲り、1984年フジサンケイグループ最高顧問の座に就いた。しかし1988年、長男・春雄の死去を受け、春雄が大量に所有していたフジテレビの親会社にあたるニッポン放送株を春雄の未亡人・頼近美津子が相続すれば、フジテレビは頼近の支配下に置かれかねない状況に陥ったため、慌てて頼近からニッポン放送株を買い戻し、再びグループ会議議長の座に就任した。1990年10月28日、78歳でその生涯を閉じた。

## エピソード
- 太平洋戦争中、主計将校だった鹿内は慰安所の開設と運営に関与していた。自伝「いま明かす戦後秘史」では、マニラ大学の女学生がフィリピンに上陸した日本軍将校の慰安婦になったというエピソードが語られている[18]。
- 愛称は「ハイジャッカー」。名付け親は、司馬遼太郎（当時、産経記者）といわれる[19]。
- 戦中、陸軍省経理局のエリート将校だった鹿内は、謀略家として知られた岩畔豪雄に近い部下であった[20]。鹿内の半端な除隊も謀略の一作戦と見られ、常務として入社した日本電子工業は陸海軍の表に出せない金を処理する影の部隊だったといわれる[20]。鹿内はここで敗戦の準備や占領軍の慰安所設置の仕事をして、戦後、GHQと親しくなっていく[20]。鹿内や植村甲午郎はM資金にも手の届く位置にいたとされる[20]。
- 役員を務めていた会社には労働組合を作ることはおろか存在も認めず、作ろうとする者には解雇・配転という形で妨害行為を行い、存続させる場合でも御用組合化を行った。産経では主流派労組が新聞労連を脱退し、スト権を明確に放棄したことから、労使協調色が強かった全日本労働総同盟からも「スト権もないのでは組合とは言えない」として加盟を断られたほどだった。
その後、産経では主流派の御用組合化に反発した論説委員の松沢弘をはじめとする社員が1994年に“闘う”組合として第二組合（反リストラ・マスコミ労働者会議産経委員会、通称「反リストラ産経労」[21]）を結成した。フジテレビでは後に社長を務めた日枝久や横澤彪などの関係者が後に「恐怖政治だった」と回顧するほどであったが、五社英雄は信隆シンパであったという。一時フジテレビの制作部門が本体から切り離され、子会社として設置した「ワイドプロモーション」所属の社員として本体社員よりも（待遇・給与面において）一ランク下の位置付けで扱われるに至ったのも制作部門の社員に労組の幹部が多数在籍していたことから、部門全体に連帯責任をかぶせる意味合いで採られた措置であるとされている（のちに「ワイドプロモーション」は「フジ制作」に名称を変更、1980年に本体に吸収されこれによりフジテレビ内の制作部門が完全復活した）。
- 社長時代は、フジテレビ・ニッポン放送では正社員にあたるアナウンサーへの女性の採用を禁じ、派遣社員クラスにあたる報道局所属のレポーターとしての採用[注 2]や、25歳での結婚退社を強制[22]した。ただし、議長に復帰した1988年は男女雇用機会均等法の制定後であったことから、長男の春雄が行った女性差別制度廃止の措置を撤回させることはできなかった。
- 「新聞が本当に不偏不党の立場でまかり通るような安泰なものに、今、日本の国内情勢が成っているでしょうか」「敢然と守ろう『自由』、警戒せよ、左翼商業主義!」（産経新聞創刊に際して広告主向け説明会で発言）
- 1973年、サンケイ紙上に論評欄「正論」登場[注 3]。右派・タカ派知識人を総動員して反共・国家主義を提唱。論壇誌「正論」は、小林秀雄、田中美知太郎らの右派文化人が、「左傾化する世論」を憂いて「中道の雑誌が必要」だと鹿内に直談判し、創刊されることとなった。
- 1978年5月、編集主幹として、編集の全権を掌握[注 4]。
- 1989年10月、10億ともいわれる巨費を投じて、アメリカ大統領を退いたばかりのロナルド・レーガンを招待し、産経新聞で20ページからなる特集記事を掲載。
- 鹿内のフジテレビ社長時代に入社したアナウンサー・逸見政孝は、大学の同期で友人でもあった松倉悦郎と共にフジテレビの入社試験に臨んだ際、鹿内から「早稲田の文学部から2人受けているが、君、1人しか受からなかったらどうするかね?」と質問されたという。逸見は困惑しつつ「それは困ります」と答えた[注 5]。
- 鹿内のフジテレビ会長時代に入社した山中秀樹は幼少時代からの広島東洋カープファンでかつアンチ巨人でもあったため、フジテレビの入社試験で鹿内から「君が退社して、もし日テレからの仕事があったらどうするかね?」と質問されたが、山中は「死ぬまでフジテレビ以外は出演しません」と答えたという[注 6]。
- 鹿内は徹底的な合理主義者として知られ、水野が産経新聞社長に就任した際、「部長以上の管理職は全員クビにした方が良い」と進言した。「産経残酷物語」の水野でさえ、この一言には耳を貸さなかったが、のちに産経新聞社の経営が再度悪化した際、「僕の言う事を聞かなかったからこうなったんですよ」と水野を責めたという。水野から引き継いだ事業のうち、プロ野球のサンケイアトムズ[注 7]と琵琶湖畔のスキー場・サンケイバレイの経営権を売却し、日本フィルハーモニー交響楽団を解散に追い込む一方（その後労働組合を母体とした自主運営で再建し、退団した団員は新日本フィルハーモニー交響楽団を設立）、有楽町駅前のラクチョウビルや夕刊フジ（もともと水野が温めていた企画）はフジサンケイグループの収益事業として育成するなど、カネにならない物は容赦なく切り捨てた。
- 前述のように社内外では強烈な反共主義者でならした信隆であるが、歴史認識に関しては必ずしも今日の自由主義史観論者とは合致しない一面もあった。一例として蒋介石秘録において南京事件の存在を肯定的に扱った蒋介石の談話を掲載させている点等がある。
- 美術品の蒐集家としても知られており、箱根 彫刻の森美術館や美ヶ原高原美術館をオープンさせた他、河田町のフジテレビ旧社屋には美術品ギャラリーがあった。

## 家族・親族

### 鹿内家
（北海道留萌郡留萌町（留萌市）・夕張郡由仁町、東京都）
信隆の父は鹿内徹（1880年 - ）、母はモヨ（1886年 - ）といった。
鹿内家は明治初期に南部県より増毛に渡ってきたヤン衆である。徹は日露戦争に出征した際に写真班に配属され、その際に身に着けた技術を生かして留萌町で写真館を開業したが、町内に写真館が3件しかなかったこともあり、ニシン漁に沸く当時の留萌町は未曽有の好景気で写真館は大いに繁盛し、徹は夜な夜な留萌の繁華街で豪遊したと言う。
その後、独学で資格を取得し歯科医となった。徹とモヨは由仁町に移り住み、勉強に励む夫の代わりにモヨが当時としては珍しい女写真師として写真館を経営し家計を支えた。徹は写真館に歯科医院を併設、“鹿内歯科医院写真部”と称し、北海道の片田舎には珍しい天窓の付いたモダンな二階建て家屋を建てた。日高地方の奥地に巡回診療に出かけるのを常としていたが、ついでに金やクローム鉱探しに熱中していた。そうかと思えば昭和の初期には、神道とユダヤ教を融合させたような“鹿内教”ともいうべき怪しげな宗教に熱中した。信隆は女写真師の草分けを母に、歯科医にして山師、宗教家を父に持つという一風変わった環境で育った。
信隆の実の親は徹とモヨではなく、“I”といい六歳の時に養子に出されたことになっている。生まれたのも留萌町である。ただ両家ともに信隆はたしかに徹、モヨの実子に違いないと信じている。たしかに“I家”は信隆の父方の祖母が後妻として嫁いだ先であり、また徹二十四歳、モヨ十八歳の若さで信隆が生まれたことになるから、しばらく“I家”に預けられたということなのかもしれない。いずれにしろ幼少期に、信隆は留萌町から由仁町の鹿内家に引き取られたということになるのだろうが、その詳しい事情はいまとなっては判然としない。それより不可解なのは、歴代の秘書はもちろん家族もその詳しい経緯を知らないことである。
元秘書の一人は「鹿内さんが養子になっていることは、業務の中で、戸籍や一族の関係図などを見た秘書は知っていたが、事情を知っている者は誰もいなかった」という。誉田によれば、｢産経ではかつて社会部出身の一部の幹部を中心に鹿内さんの生い立ちにまで遡って調べる動きがあった。反鹿内の気運は産経で折に触れてくすぶっていたから、いつか狼煙をあげるためのネタを集めていたとも言えるし、より直接的には自分の身を守るための武器にしようとした者もいた。ありていに言えば、“メディアの巨人として脚光を浴びる鹿内というのは出自もはっきりしない、インチキではないのか”という見方が背景にあったということです｣という。また誉田によれば、秘書室あてに、いわゆる情報屋とも興信所ともつかないところから、信隆の家系を調べた報告書が送りつけられたこともあった。｢あなたはこういう家の出身ですね、と養子の事実が書いてあった。鹿内さんに『大変です。こんなものが来ました』と報告したら、『カネを払って処理するように』ということだった｣という。雄弁な権力者に潜む“空白”が必然的に招き寄せるのは、憶測とネガティブな噂の類である。
父・徹（歯科医、山師、宗教家）
地元の小学校で信隆の弟妹たちを教えた林清造によれば、徹は歯科医の資格をとったものの、由仁町ではほとんど開業せず、出張治療という名目で日高方面に出向くことが多かったという。「土地土地で治療費を稼いでは、その金で金鉱やクローム鉱のヤマ探しをしていた。ヤマ情報は、治療にやってくる患者たちから集めていたんです」。いわば“ヤマ師”としての生活を送っていた徹は、宗教に凝りだし、タスキをかけ、メガホンを使って由仁町の辻々で、辻説法をして回った。神道とユダヤ教をミックスしたようなその布教内容は、町の者にはまったく珍粉漢粉（ちんぷんかんぷん）だったという。
母・モヨ（女写真師）
弟（三人）
妹（二人）
信隆は井深大との対談で、｢（母は）自分で写真屋をやりながら、私の兄弟は六人ですが、みんな東京の大学を卒業させたんですよ｣と述べている。『自叙伝』は信隆の口述を産経のベテラン記者がまとめたものだが、同席した誉田は常に違和感を抱いていたという。誉田は｢鹿内さんが語るままに聞き返しもせずに一代記にしたけれども、父親は歯科医と称して実際は“山師”と言ったほうがよく、なにをしていたのかもわからないし、金鉱をあてたとも聞かない。母親の方はそれほど儲かったとも思えない片田舎の写真館です。それなのに、どうして六人全員が大学に行けたのか、そんな財力がどこにあったのか、実に不思議だった｣と述べている。
妻・英子（菊池寅七の次女）
1922年（大正11年）4月生 - 2013年12月31日没。
サンケイ出身の高名な小説家に、英子が信隆の伝記の執筆を依頼したことがある。京都の有名な料亭で小説家夫妻と会食したとき、英子が、あんまり信隆をどこの馬の骨呼ばわりするので、小説家はあきれ果て、結局、この話を断わってしまったという。
長男・春雄（元フジサンケイグループ会議議長）
1945年（昭和20年）5月生 - 1988年（昭和63年）4月没
春雄の妻・美津子（旧姓頼近、元NHKアナウンサー）
1955年（昭和30年）8月生 - 2009年（平成21年）5月没
長女・寛子（女優奈月ひろ子、石川県能登の山林王で青年実業家と称するHと結婚するが後に離婚）
1942年（昭和17年）8月生 -
当時、青年実業家と称するHの身辺調査と娘のスキャンダル潰しを命じられたのが、秘書になってまだ日の浅い誉田だった。誉田によれば「H家が山林王だったというのはウソではないが、登記簿を調べると片っ端から抵当に入っているし、青年実業家としてゴルフ場の計画を進めているといった話もよくよく聞くと怪しかったが、鹿内さんは娘かわいさのあまりそれもしようがないと…。その一方で、彼女の女優時代のスキャンダルが書かれた情報誌が送りつけられ、Hも心配しだした。僕は土砂降りのなかHを連れ、東中野のドブ板を越えていくようなところに住んでいた情報誌の主宰者を探しだし、『全部デタラメだ』と言わせて記事を潰したりした」という。
寛子の娘・植（フジテレビプロデューサー）
次女・厚子（夫は鹿内宏明（旧姓佐藤、元フジサンケイグループ会議議長））
1947年（昭和22年）11月生 -
1972年（昭和47年）佐藤宏明と結婚。この見合い話は、佐藤家が宏明の父親をはじめ親族に医者が多く、経済界とのつながりを求めたことから始まり、本人同士の意思ですぐにまとまった。この時は厚子が佐藤家に嫁いだ形だったため、「佐藤厚子」に改姓していた。
1988年（昭和63年）宏明が信隆の要請で鹿内家に養子縁組したため厚子も鹿内姓に再改姓した。

## 著書
- 『アメリカの労使関係――特に労務管理を中心として』日本経営者団体連盟弘報部、1952年。NDLJP:3016214
- 『正論を拓く――鹿内信隆対話集』サンケイ出版、1978年4月。NDLJP:12267214
- 『泥まみれの挑戦――労組の経営参加を実践して』サンケイ出版、1978年8月。NDLJP:11984541
- 『21世紀の日本を拓く』サンケイ出版、1983年5月。NDLJP:12240702
- 『指導者・カリスマの秘密』講談社、1985年7月23日。ISBN 406202084X。NDLJP:12291892。
- 『鹿内信隆は語る――理想なきものに創造性は生まれぬ』講談社、1986年。ISBN 4062028964。NDLJP:12417378
- 『泥まみれの自画像』（上・下巻）扶桑社、1988年。ISBN 4594002137、 ISBN 4594002145
- 『創造の感動に生きる』扶桑社、1989年。ISBN 4594003907
- 『21世紀を拓く』扶桑社、1991年。ISBN 4594006949

### 共著
- 日本経営者団体連盟・編『経済九原則と今後の労働問題――労資協議会報告』日本経営者団体連盟、1949年。NDLJP:3858608
- 桜田武、鹿内信隆『いま明かす戦後秘史』（上・下巻）サンケイ出版、1983年。ISBN  438302288X、NDLJP:12227698。ISBN 4383022898、NDLJP:12227699